# Gnathopalystes kochi
Espèce
Synonymes
- Palystes kochi Simon, 1880
- Palystes melanichnys Thorell, 1890
- Palystes incanus Thorell, 1890

Gnathopalystes kochi est une espèce d'araignées aranéomorphes de la famille des Sparassidae.

## Distribution
Cette espèce se rencontre à Singapour, en Malaisie, en Indonésie à Java, à Sumatra et au Kalimantan, en Birmanie et en Inde.

## Description
La carapace de la femelle holotype mesure 12 mm de long sur 9,3 mm.
De forme allongée et ovale, sa couleur est brun rouge très foncé à pubescence fauve blanchâtre, courte et serrée, mêlée, surtout en avant, de forts crins fauves.

## Systématique et taxinomie
Cette espèce a été décrite sous le protonyme Palystes kochi par Simon en 1880. Elle est placée dans le genre Gnathopalystes par Croeser en 1996.
Palystes melanichnys a été placée en synonymie par Thorell en 1895.
Palystes incanus a été placée en synonymie par Croeser en 1996.

## Étymologie
Cette espèce est nommée en l'honneur de l'entomologiste et arachnologue allemand Ludwig Koch (1825-1908) qui possédait dans sa collection l'holotype. 

## Publication originale
- Simon, 1880 : « Révision de la famille des Sparassidae (Arachnides). » Actes de la Société Linnéenne de Bordeaux, vol. 34, p. 223-351 (texte intégral).